# Trưởng Tôn Thuận Đức
Trưởng Tôn Thuận Đức (chữ Hán: 长孙顺德, ? – ?), người quận Lạc Dương huyện Hà Nam, là võ tướng đầu thời Đường, chú của Trưởng Tôn Vô Kỵ và Trưởng Tôn Hoàng hậu, là một trong 24 công thần được vẽ hình tại Lăng Yên các. 

## Tiểu sử
Ông nội là Trưởng Tôn Sĩ Lượng, Thứ sử Tần Châu thời Bắc Chu; cha là Trưởng Tôn Khải làm Khai phủ thời Tùy. Trưởng Tôn Thuận Đức thời Tùy giữ chức Hữu huân vệ. Để tránh chiến tranh với Cao Câu Ly, ông bèn trốn đến Thái Nguyên quy thuận Lý Uyên và Lý Thế Dân. Tại đây, ông cùng Lưu Hoằng Cơ phụ trách chiêu mộ binh sĩ được hơn một vạn người rồi cho xây dựng doanh trại ở bên ngoài thành Thái Nguyên. Không lâu sau, Lý Uyên giết chết bọn quan giám thị Vương Uy và Cao Quân Nhã do triều đình phái đến đóng chốt ở Thái Nguyên, khởi binh tự lập, hô hào nghĩa binh, giao cho Thuận Đức làm Thống quân. Sau đó lại dẫn thuộc hạ theo quân ra chinh chiến. 
Lý Uyên lấy Thái Nguyên, Tấn Dương làm căn cứ địa, từng bước phát triển thế lực ra bên ngoài. Thuận Đức theo chân Lý Uyên nam chinh bắc chiến, bình định Hoắc Ấp, phá vỡ Lâm Phần, đánh hạ Phong Quận, mỗi lần tham chiến đều dũng cảm làm tiên phong, xông xáo ra trận chém tướng diệt quân, lập nhiều chiến công, rồi lại cùng với Lưu Văn Tĩnh đánh chủ tướng nhà Tùy là Khuất Đột Thông và thắng trận ở Đồng Quan. Khi Khuất Đột Thông thua trận chạy trốn đến Lạc Dương, Thuận Đức theo không kịp, đuổi đến Đào Lâm thì bắt được Khuất Sinh đem về kinh sư, sau đó quét sạch bọn giặc cướp ở biên giới huyện Thiểm. Sau khi Lý Uyên lên ngôi Hoàng đế, bèn phong Thuận Đức làm Tả kiêu vệ Đại tướng quân, phong Tiết Quốc công.   
Năm Vũ Đức thứ 9 (626), trong sự biến Huyền Vũ môn, Thuận Đức và Tần Thúc Bảo cùng đi đánh dẹp dư đảng của Lý Kiến Thành. Đường Thái Tông lên ngôi, rất tín nhiệm Thuận Đức, phong thực ấp 1.200 hộ, lại còn đặc biệt ban thưởng cho cung nữ. Năm Trinh Quán đầu tiên (627), Lý Hiếu Thường mưu phản, Thuận Đức vì có giao du với y nên bị bãi chức phế làm dân thường. Hơn một năm sau, Đường Thái Tông xem qua tranh vẽ các công thần, nhìn thấy hình ông mà thương xót trong lòng, liền phái Vũ Văn Sĩ Cập đến thăm hỏi, biết Thuận Đức thường say rượu, tinh thần sa sút, nên triệu về bổ nhiệm làm Thứ sử Trạch Châu, phục hồi tước vị và thực ấp. Không lâu sau, ông lại bị liên lụy phải về nhà. Cái chết của con gái càng làm bệnh tình Thuận Đức trầm trọng hơn. Đường Thái Tông cho rằng Thuận Đức là quý tộc dòng dõi Tiên Ti, thân là võ tướng mà lại quá nặng tình với con cái, nên sinh lòng khinh bỉ, nói với Phòng Huyền Linh rằng: "Thuận Đức không có dũng khí, vì yêu con mà lâm bệnh nặng, có nghiêm trọng như vậy không?" Không lâu sau, Trưởng Tôn Thuận Đức qua đời, Đường Thái Tông sai sứ đến viếng, truy tặng chức Đô đốc Kinh Châu, thụy hiệu là Tương. Năm Trinh Quán thứ 13 (639), truy phong làm Phi Quốc công. Năm Vĩnh Huy thứ 5 (654), lại truy tặng chức Khai phủ nghi đồng tam ty.

## Gia đình

### Cha mẹ
- Trưởng Tôn Khải (长孙凯), Khai phủ thời Tùy, Đại tướng quân
- Liễu Kiều Nga (柳娇娥), là hậu duệ của gia tộc họ Liễu Hà Đông nhánh phía Tây. Bà là trưởng nữ của Nghĩa Khang Kính Tử Liễu Hồng Tiềm, Sứ trì tiết, Phiêu kỵ Đại tướng quân, Khai phủ nghi đồng tam ty, Trưởng sử Tổng quản Bồ Châu nhà Bắc Chu.

### Con cái
- Trưởng Tôn Gia Khánh (长孙嘉庆), tên tự là Gia Khánh, không phải là trưởng nam của Trưởng Tôn Thuận Đức. "Cha ông là Thuận Đức, là tướng nhà Đường, Tiết Quốc công. Ông được truy phong làm Đại đô đốc Kinh Châu, Khai phủ nghi đồng tam ty, ban cho thực ấp một ngàn hộ ở Tứ Châu, thụy hiệu là Tương." Ông mất ngày 19 tháng 10 (4 tháng 10) năm Trường Thọ đầu tiên (692) tại tư dinh ở huyện Tuấn Nghi, Kinh Châu. Con là Trưởng Tôn Giam (长孙缄).